# Kelsey Bone
Kelsey Reneé Bone (ur. 31 grudnia 1991 w Houston) – amerykańska koszykarka, występująca na pozycji środkowej, obecnie zawodniczka Cukurova Basketbol Mersin.
24 września 2018 została zawodniczką CCC Polkowice. 10 listopada opuściła klub, po rozegraniu trzech spotkań ligowych i dwóch Euroligi. 21 listopada dołączyła do tureckiego Cukurova Basketbol Mersin.

## Osiągnięcia
Stan na 25 września 2018, na podstawie, o ile nie zaznaczono inaczej.
NCAA
- Uczestniczka rozgrywek:
  - Sweet 16 turnieju NCAA (2012)
  - turnieju NCAA (2012, 2013)
- Mistrzyni turnieju konferencji Southeastern (SEC – 2013)
- Most Outstanding Player (MOP=MVP) turnieju SEC (2013)
- Laureatka nagród Newcomer of the Year konferencji:
  - SEC (2010)
  - Big 12 (2012)
- Zaliczona do:
  - I składu:
    - SEC (2013)
    - turnieju:
      - SEC (2013)
      - Big 12 (2012)

    - najlepszych pierwszorocznych zawodniczek SEC (2010)

  - II składu SEC (2010)
  - III składu All-America (2013 przez Associated Press)
  - składu honorable mention:
    - All-America (2013 przez WBCA)
    - All-Big 12 (2012)
- Liderka SEC w zbiórkach (2010)

WNBA
- Laureatka nagrody WNBA Most Improved Player Award (2015)
- Zaliczona do I składu debiutantek WNBA (2013)
- Uczestniczka meczu gwiazd WNBA (2015)

Drużynowe
- Mistrzyni:
  - Euroligi (2014)
  - Turcji (2014, 2015)
- Zdobywczyni pucharu Turcji (2014)
- Finalistka superpucharu Turcji (2013, 2014)

Indywidualne
(* – nagrody przyznane przez eurobasket.com)
- Zaliczona do*:

Reprezentacja
- Mistrzyni:
  - świata U–19 (2009)
  - Ameryki U–18 (2008)